# Estación Fitz Roy

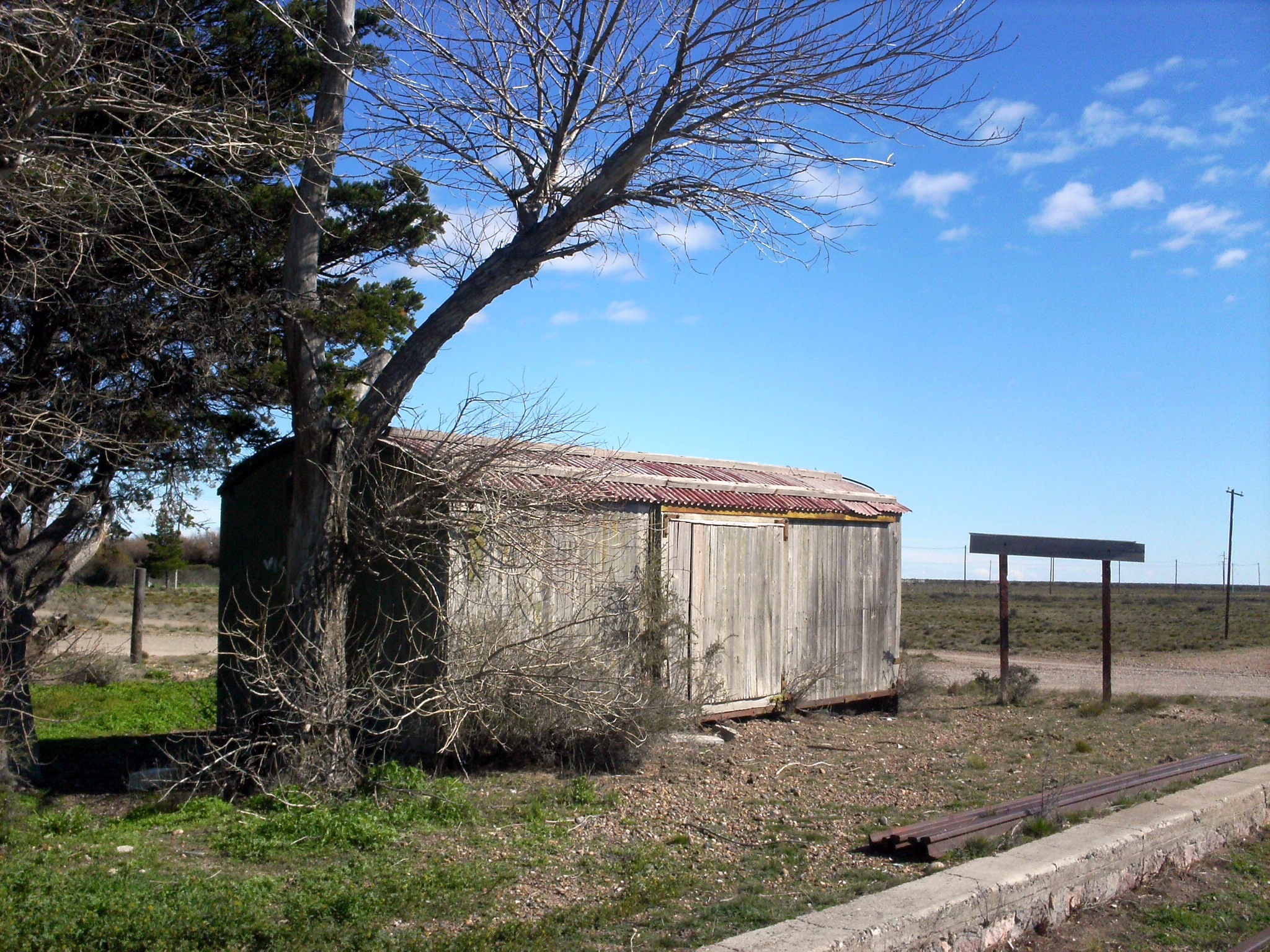
Al lado de la exestación un viejo vagón usado como depósito.

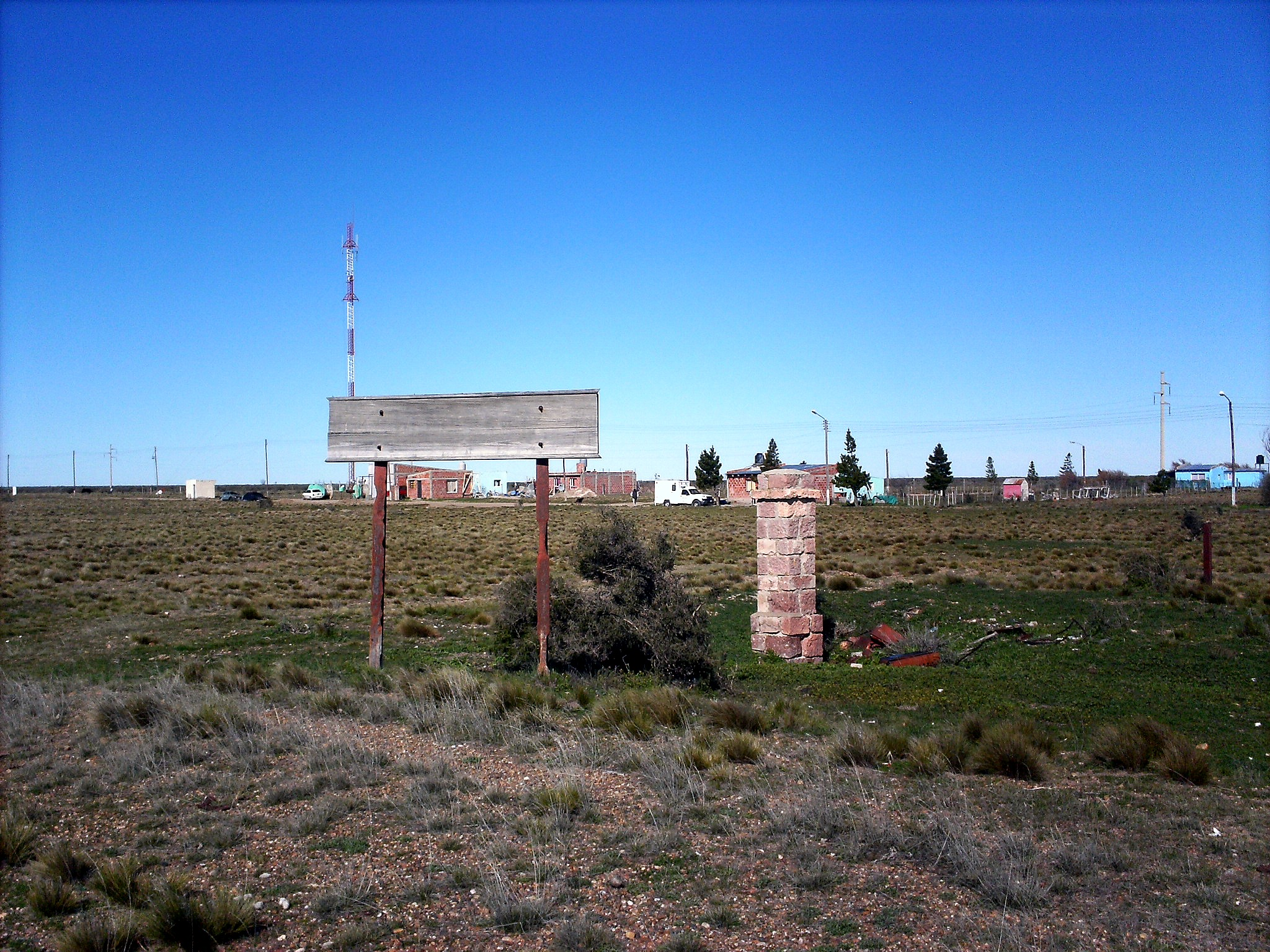
Cartel nomenclador de la estación con letras borradas. Detrás una vista parcial de su poblado.

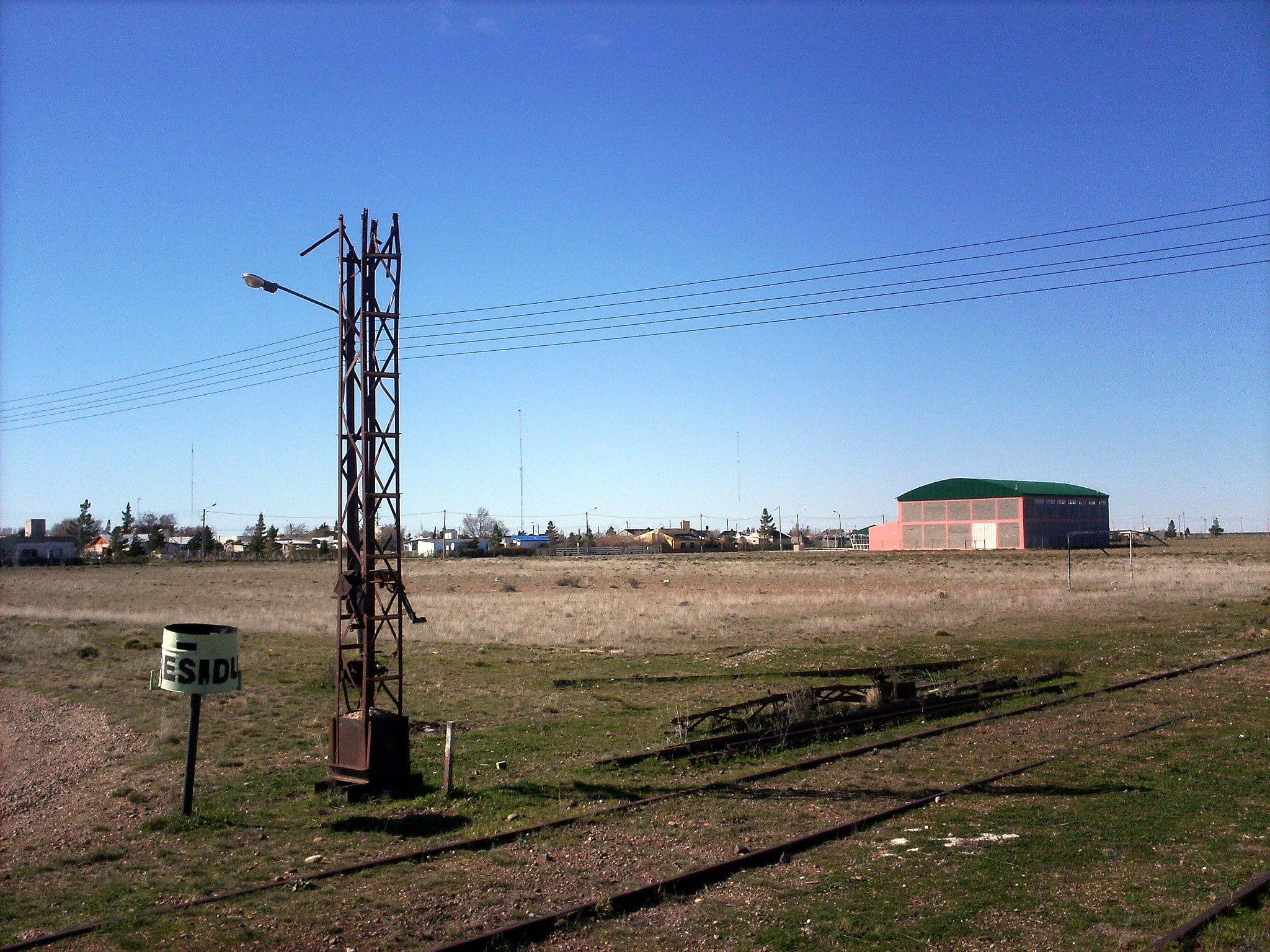
Señal ferroviaria dañada detrás del poblado.

Fitz Roy es una ex estación ferroviaria ubicada en la localidad del mismo nombre, en el Departamento Deseado, Provincia de Santa Cruz, Argentina. Es la octava estación del Ferrocarril Patagónico que unía Puerto Deseado con Las Heras.
Forma parte del Ferrocarril Patagónico que iba de Puerto Deseado a Las Heras, inaugurado en el año 1914 y que originalmente estaba planeado para terminar en el Nahuel Huapi.

## Toponimia
El nombre de la estación recuerda a al vicealmirante Robert Fitz Roy (o Robert FitzRoy), descendiente de Carlos II de Inglaterra, fue oficial de la Marina Real británica. Se hizo célebre como capitán del HMS Beagle, el barco en el que Charles Darwin realizó su famoso viaje, y fue también un pionero en la meteorología, pues hizo de la predicción del clima una realidad. También, fue hidrógrafo. Esta denominación se impuso en forma definitiva el 8 de octubre de 1914 por un decreto presidencial dictado en reemplazo de la progresión kilométrica que hasta ese tiempo imperaba.
Por otro lado, sin éxito también, se la intentó nominar «El Molle» como una estancia cercana.

## Historia
La estación se inauguró en 1914. En esta estación existió una estafeta postal ad honorem creada el 14 de noviembre de 1916, a cargo de Luis García Fernández. Uno de los primeros encargados fue el almacenero Benigno Sierra. Entre 1930 y 1948 el responsable fue Nicasio Baztán, también almacenero y dueño de la “Fonda Baztán”. En una ficha firmada por Baztán en 1938, menciona al Dr. Adrián Escobar —entonces director general de Correos y Telégrafos—, como fundador de la estancia 14 de Julio, existente en sus cercanías. En 1948 estuvo Tristán Carricat y en 1958 Lucrecia de Atanasoff.
Fue clausurada el 5 de octubre de 1989, funcionando incluso tiempo después de cerrado el ferrocarril. Actualmente, la correspondencia se retira y despacha en Jaramillo que esta a escasos kilómetros.

### Después del cierre
El tren circuló por última vez en julio de 1978.
Hoy en día la estación se encuentra en buen estado de conservación, en pie y con modificaciones posteriores al cierre del ferrocarril. Fue usada como vivienda hasta años recientes. Las últimas imágenes mostraron que se halla completamente abandonada sin ningún cuidado, pero la cercanía con el pueblo la protege.
A pesar de que Fitz Roy fue nombrada como clave en el plan de reactivación de 2008. Sin embargo, no fue puesta en valor. Toda la ejecución del plan de reacondicionamiento del ramal prometió que en la primera etapa que en 2 meses el tren comenzaría a circular. Las obras no fueron significativas y tardaron a pesar de que contaban con una partida de $90.084.733. Para 2015 Cristina Fernández reinauguró un tramo de la obra. En tanto el ministro del Interior y Transporte, Florencio Randazzo, aseguró que la obra demandó una inversión de 92 millones de pesos ampliando el presupuesto original. Además, se dijo que la obra estaría finalizada en 90 días y conectará Puerto Deseado con el norte de la provincia. Finalmente, la ministra de Desarrollo Social y candidata por ese año a gobernadora de Santa Cruz, Alicia Kirchner, aseguró que con esta reactivación se conectan 14 puestos, siete pueblitos y siete pueblos rurales. Las obras a pesar de ser inauguradas no permitieron la vuelta del ferrocarril.
En octubre de 2024 el gobernador Claudio Vidal anticipó que trabaja en el proyecto de recuperación del ferrocarril. El político aseguró que el tren cubriría los 285 kilómetros de recorrido y volvería a pasar por las estaciones Las Heras, Piedra Clavada, Koluel Kayke, Pico Truncado, Minerales, Fitz Roy, Jaramillo, Tellier y Puerto Deseado. Además, el proyecto presentó mapa que representa el trazado ferroviarios y las estaciones más importantes; siendo Fitz Roy clave para la reactivación del ferrocarril que girara en torno al turismo y a los fletes de la industria petrolera con destino al puerto.

## Funcionamiento
El primer informe de horario fue publicado en 1920 con datos vigentes desde el 20 de noviembre de 1917. El documento expuso que los trenes mixtos partían los lunes y jueves desde Deseado a las 8:00, visitaban Fitz Roy a las 13:46 y arribaban a las 18:40 a Las Heras. Mientras que el regreso era los martes y sábado desde las Heras a las 8:30 horas con arribo, pasando por Fitz Roy a las 12:19 y finalizando en Deseado a las 17:30. La carrera pendiente abajo desde Las Heras era de 1 hora menos y luego se redujo a 30 minutos. El tren a vapor completaba la distancia con Tehuelches en 32 minutos y para el tramo Jaramillo - Fitz Roy se necesitaban 35 minutos.

El segundo informe de horario tuvo lugar el 1 de noviembre en 1928. El documento expuso que los trenes mixtos partían los lunes y jueves desde Deseado a las 9:00 horas, pasaban por Fitz Roy a las 14:20 y arribaban a las 18:30 a Las Heras. Mientras que el regreso era los miércoles y sábado desde las Heras a las 9:00 horas, con llegada a Fitz Roy a las 13:05 y culminación en Deseado a las 17:30. Por último, el itinerario informó que los trenes estaban provistos por coche comedor y distinguían entre primera y segunda clase. El tren unía los 20 kilómetros de distancia con Jaramillo en 40 minutos y con Tehuelches en otros 40 minutos.
El itinerario de 1930 no informó variaciones significativas respecto al itinerario de 1928. En documento se expuso información precisa de las tarifas: hacer todo el viaje del ferrocarril en primera costaba $24.05 o $13.60 en segunda. En tanto, para tramos simples como Deseado - Fitz Roy era $12.05 en primera clase o $6.80 para la segunda.
El itinerario de 1934 brindó información extensa del ferrocarril. El servicio tuvo cambios significativos y era ejecutado por trenes mixtos los días jueves y domingo. El viaje a vapor fue mejorado en sus tiempos; partía a las 9 de Deseado, pasando por Fitz Roy a las 13:40, para arribar a Las Heras 17:30. Gracias a esto el ferrocarril completó el recorrido en una hora menos; mientras que la distancia Fitz Roy - Jaramillo continuó en 40 minutos y la distancia con Tehuelche a 30 minutos. En tanto, la vuelta desde Las Heras se producía los días martes y viernes desde las 9, con paso por Fitz Roy a las 13:29 y arribo a estación Puerto Deseado a las 17:00. Por último, el documento arrojó un dato peculiar al haber clasificado, con una caligrafía diferente, a Fitz Roy como estación de movimientos abundantes y con una población de importancia. Esta clasificación fue compartida con pocas estaciones del ramal. Además, la estación era de los pocos puntos donde las locomotoras se podían abastecer de agua.
Desde el informe de 1936 se observó una de las mayores mejorías en los servicios de este ferrocarril. El miércoles partía el tradicional tren mixto desde Deseado a las 9:00 con paso por Fitz Roy 13:40 y arribo a Las Heras a las 17:30. Luego, el viernes retornaba desde Las Heras desde las 9, pasando por Fitz Roy 12:41 para arribar a las 17:00 a Deseado. Por otro lado, el servicio de los lunes partía a las 9:30, pasando por Fitz Roy 12:36 y alcanzando Las Heras a las 16:15. El mismo estuvo marcado por la introducción de ferrobuses diésel que aceleraron los tiempos del ferrocarril en 6:15 minutos. El viaje de regreso se producía el martes desde las 9:30, llegando a Fitz Roy a las 12:27 y arribo a Deseado a las 16:15. Como último dato, el itinerario marcó por primera vez en Fitz Roy el punto medio del ramal con grafía especial en negrita. Además, se informa un horario con los ferrobuses de llegada y salida mucho más extendido que las demás estaciones. De esta forma, el ferrobús llegaba a las 12:36 y partía recién a las 13:21.
Otro informe de 1938 mostró la continuidad del servicio ejecutado por ferrobuses. Las condiciones de 1936 se mantuvieron sin modificaciones. Sin embargo, se mostró los horarios de todos los puntos que eran recorridos por ferrobuses; inclusive de las que eran paradas optativas. El ferrobús alcanzaba esta estación a las 12:11 y estaba distanciada de Jaramillo por 25 minutos y en otros 24 minutos de Tehuelches. Por último, volvió a ser confirmada como punto medio del ramal como el itinerario anterior.

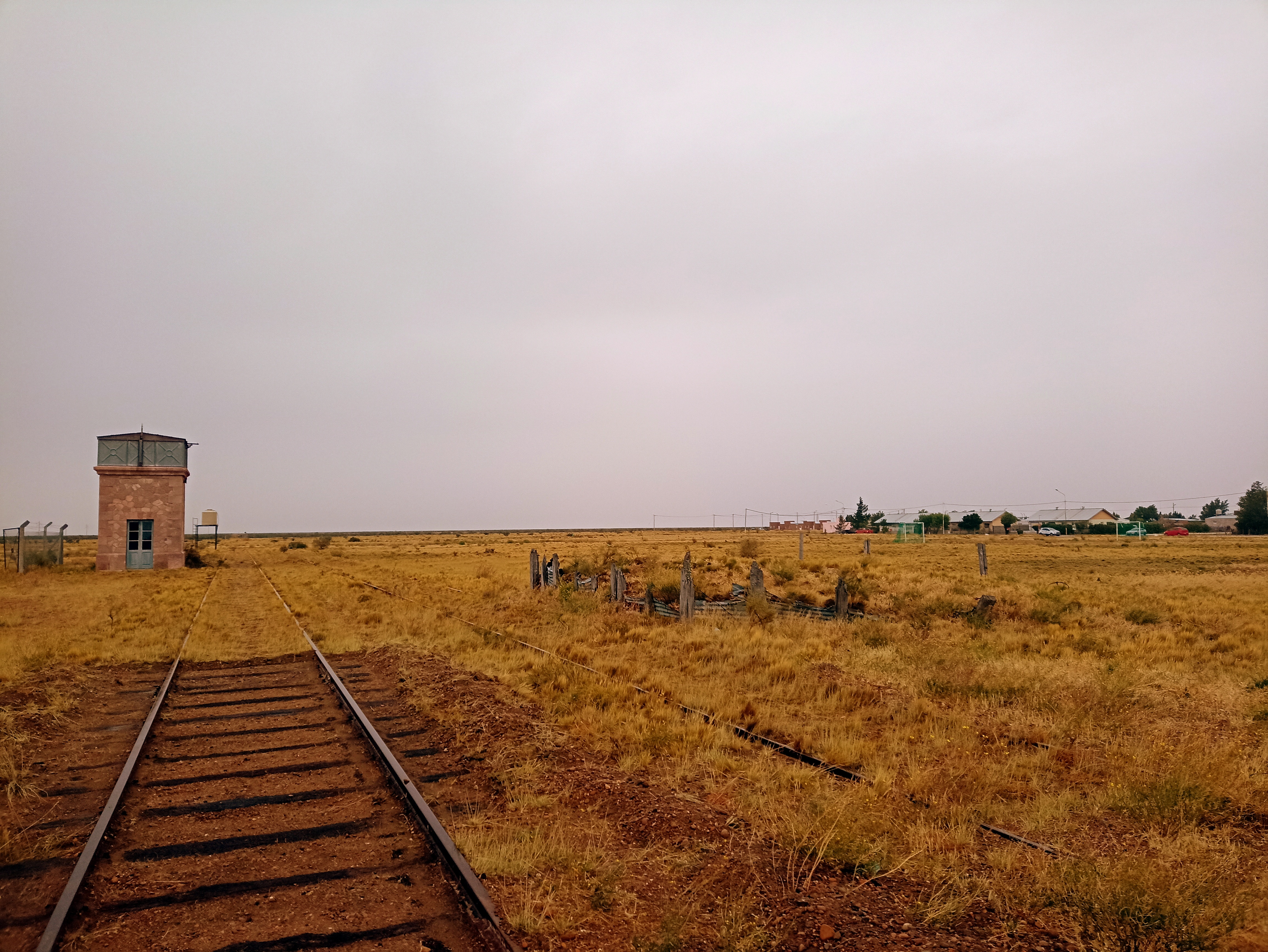
Restos de la rampa de costado sin su corral en inmediaciones de la estación

El itinerario de 1946 comunicó condiciones similares a los anteriores. No obstante, se presentó el abandono de los ferrobuses en favor del vapor. De esta forma, los viajes fueron ejecutados por trenes mixtos que partían con coche comedor los lunes desde Puerto Deseado a las 9:00 horas, paraba en Fitz Roy a las 13:40 arribaba a las 17:30 a Las Heras. Luego, el regreso se producía el miércoles desde Las Heras desde las 9:00, previo paso por Fitz Roy a las 12:41 y arribo a Deseado a 17:00. Por otro lado, el tren unía Fitz Roy con Tehuelches en 30 minutos y se incorporó, a partir de este itinerario, el desvío kilómetro 131 como punto más cercano a la estación; del cual se separaba por 22 minutos. Por otra parte, como dato relevante la estación volvió a estar clasificada entre las pocas estaciones principales de la línea; siendo escrita con caligrafía diferente indicando movimiento relevante y con población significativa. Asimismo, volvió a ser confirmada como uno de los pocos puntos donde se abastecían las locomotoras de agua en el ramal. Por último, la estación ya no fue colocada como punto medio del ramal, siendo este cedido al desvío kilómetro 131.
El mismo itinerario de 1946 fue presentado por otra editorial y en él se hace mención menos detallada de los servicios de pasajeros de este ferrocarril. En el documento se confirmó las mismas condiciones del itinerario anterior. Por otro lado, las tarifas mantuvieron los valores y secciones de 1938. Por último, en este itinerario la estación volvió a ser considerada el centro del ramal.
El último informe de horarios de noviembre de 1955 expuso cambios significativos: todos los servicios de pasajeros pasaron a ser operados por ferrobuses. Además, se modificaron los horarios y días; partiendo el coche motor desde Deseado los lunes, miércoles y viernes a las 13:30, visitando Fitz Roy a las 16:30 y arribo a Las Heras a las 19:15 horas. El regreso se producía desde Las Heras martes, jueves y sábados con partida a las 13:30, paso por Fitz Roy a las 16:06 y arribo a Deseado a las 18:45. El coche motor tardaba en unir Fitz Roy con Tehuelches unos 25 minutos y con Jaramillo otros 36 minutos.

### Colección de boletos
Una extensa colección de boletos confirma a la estación como punto concurrido. En todos los boletos figura como Fitz Roy.

## Infraestructura
Fue construida como estación de tercera clase. Sin embargo, su uso excedió su planificación y fue capaz de brindar todos los servicios del ferrocarril. Además, como lo muestran las fotografías fue ampliada sobre uno de los laterales para asemejarla a las de segunda clase.
Está ubicada a 234,24 m s. n. m. La progresión de las vías es de 142,1 kilómetros en este punto.
El primer documento que detalló el equipamiento de este punto fue el itinerario de 1934. El mismo detalla que Fitz Roy estaba dotada de:
- Apartadero (623 m)
- Estanque Piggott (16 m3)
- Corral (577 m2)
- 1 rampa de costado
- Capa freática (12.60 m)

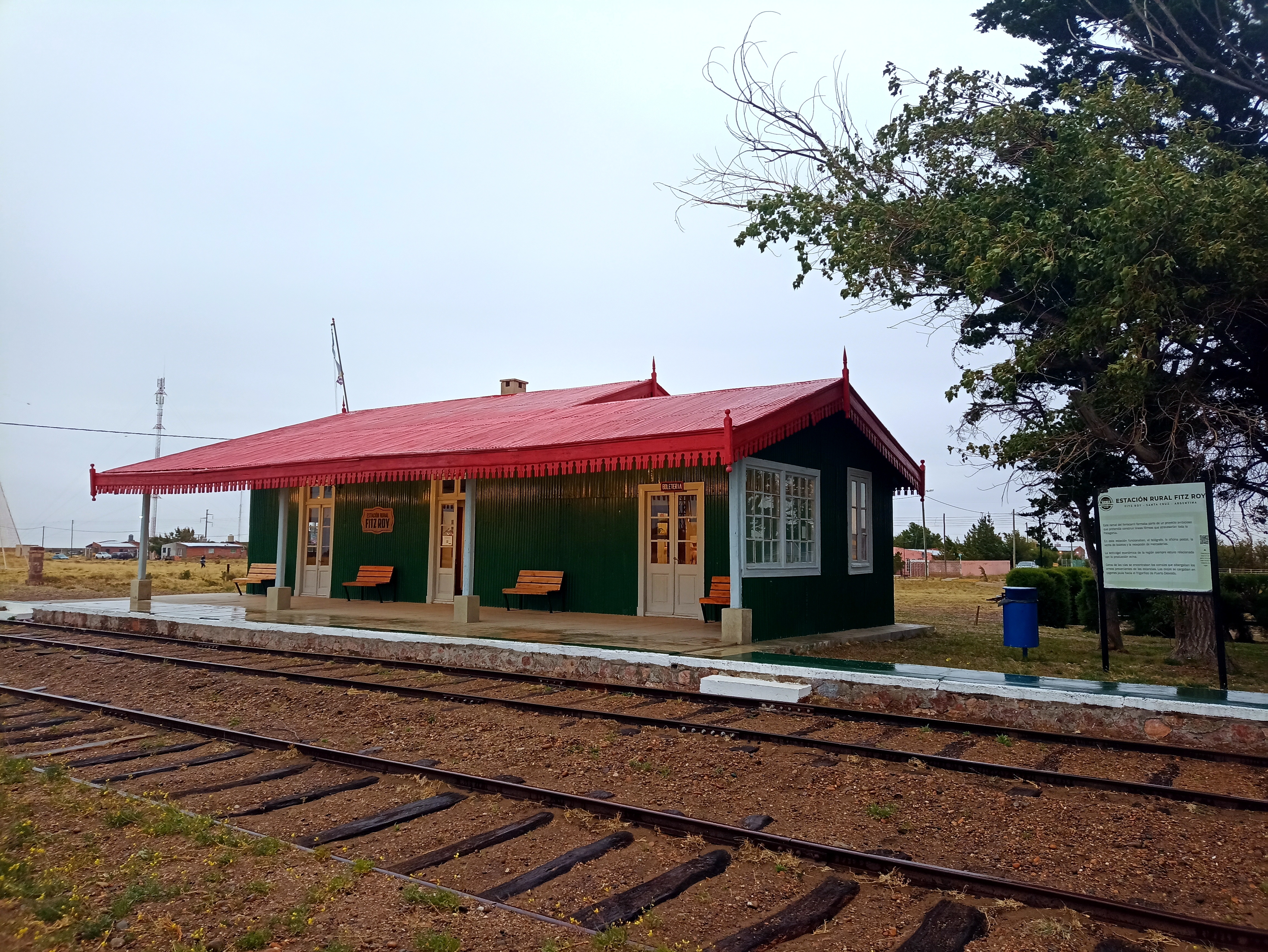
La estación tras la restauración como museo.

Posteriormente, un informe de 1958 detalla que esta estación estaba habilitada para brindar todos los servicios de su línea como cargas, pasajeros, hacienda, encomiendas y telégrafos. Su infraestructura estaba compuesta por:

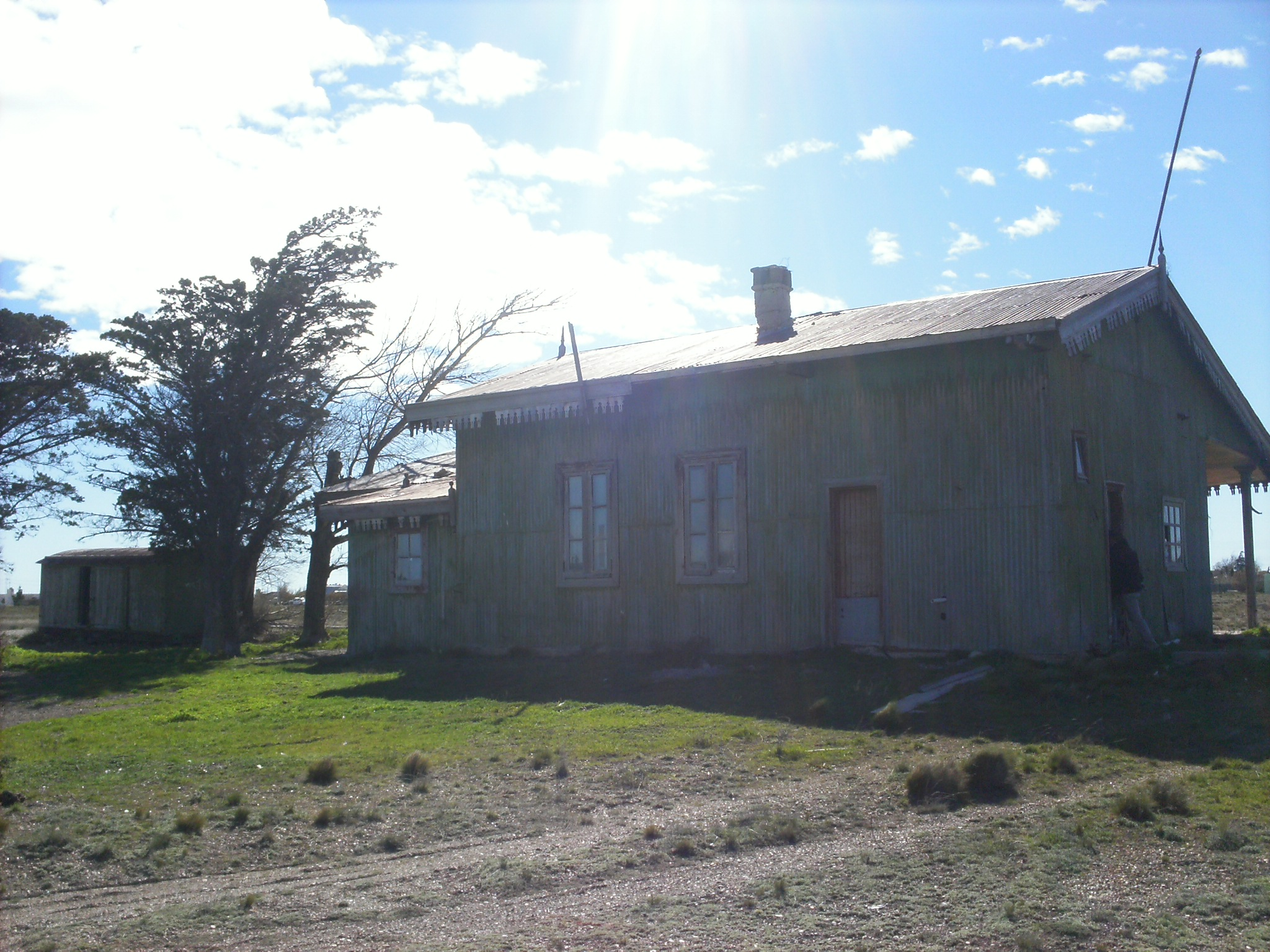
Parte posterior de la estación. También, se observa un antiguo vagón de carga sin ruedas usado como depósito.

- Apartadero (623 m)
- Estanque Piggott (16 m3)
- Corral (577 m2)
- 1 rampa de costado
- Capa freática (12.60 m)

## Galería
|                                           |
| Vista de la torre de agua de la estación. |

|                                                                              |
| La estación en sus años como vivienda familiar. También se divisa su desvío. |

|                                     |
| Interior restaurado de la estación. |